# S'i' fosse foco
S'i' fosse foco è un sonetto di Cecco Angiolieri, Poesia 82 delle Rime secondo l'edizione Marti, e LXXXVI secondo l'edizione Vitale. Appartiene a una secolare tradizione letteraria goliardica improntata all'improperio e alla dissacrazione delle convenzioni, la Poesia comico-realistica. Il sonetto esprime quindi la ribellione burlesca contro i valori ufficialmente riconosciuti.

## Testo e parafrasi
Presentiamo qui il testo secondo le tre edizioni canoniche dei sonetti di Cecco Angiolieri, curate rispettivamente da Mario Marti (figura al numero 82), Maurizio Vitale (figura al numero LXXXVI) e Gianfranco Contini (è la numero VIII della sua scelta).
s'i' fosse vento, lo tempestarei;

s'i' fosse acqua, i' l'annegherei;

s'i' fosse Dio, mandereil'en profondo;

s'i' fosse papa, serei allor giocondo,

ché tutti cristïani embrigarei;

s'i' fosse 'mperator, sa' che farei?

a tutti mozzarei lo capo a tondo.

S'i' fosse morte, andarei da mio padre;

s'i' fosse vita, fuggirei da lui:

similemente faria da mi' madre,

S'i' fosse Cecco, com'i' sono e fui,

torrei le donne giovani e leggiadre:

le vecchie e laide lasserei altrui.»
s'i' fosse vento, lo tempesterei;

s'i' fosse acqua, i' l'annegherei;

s'i' fosse Dio, mandereil'en profondo;

s'i' fosse papa, sare' allor giocondo,

ché tutti cristïani imbrigherei;

s'i' fosse 'mperator, sa' che farei?

A tutti mozzarei lo capo a tondo.

S'i' fosse morte, andarei da mio padre;

s'i' fosse vita, fuggirei da lui:

similemente farìa da mi' madre,

S'i' fosse Cecco, com'i' sono e fui,

torrei le donne giovani e leggiadre:

e vecchie e laide lasserei altrui.»
s'i' fosse vento, lo tempestarei;

s'i' fosse acqua, i' l'annegherei;

s'i' fosse Dio, mandereil'en profondo;

s'i' fosse papa, allor serei giocondo,

ché tutti cristïani imbrigarei;

s'i' fosse 'mperator, ben lo farei

a tutti tagliarei lo capo a tondo.

S'i' fosse morte, andarei a mi' padre;

s'i' fosse vita, non starei con lui:

similemente faria da mi' madre,

S'i' fosse Cecco, com'i' sono e fui,

torrei le donne giovani e leggiadre:

le zoppe e vecchie lasserei altrui.»
se io fossi vento scatenerei la tempesta su di esso;

se io fossi acqua, lo sommergerei;

se io fossi Dio, lo farei sprofondare in un abisso;

se io fossi Papa, allora sì che sarei allegro,

poiché metterei nei guai tutti i cristiani;

se io fossi imperatore, sai cosa farei? (oppure: lo farei certamente)

Taglierei la testa di netto a tutti.

Se io fossi morte andrei da mio padre,

se io fossi vita mi allontanerei da lui: (oppure: non starei con lui)

allo stesso modo mi comporterei con mia madre.

Se io fossi Cecco, come sono e sono sempre stato,

prenderei per me le donne giovani e avvenenti,

e lascerei agli altri quelle vecchie e brutte (oppure: quelle zoppe e vecchie).»

## Versioni musicali
Nel 1968 Fabrizio De André, proprio nel periodo che coincide con la rivolta studentesca, mette in musica il sonetto di Angiolieri nell'album Volume 3º.
Nel 1981 Léo Ferré realizzò una sua versione dei versi dell'Angiolieri in un 45 giri intitolato Cecco/Allende. Il brano fu inserito nella riedizione del 2000 della raccolta La musica mi prende come l'amore.

Nel 2012 viene recitata nella prima traccia, omonima, del concept album Destination Set to Nowhere dei Vision Divine.